# Teocuitatlán de Corona
Teocuitatlán de Corona é um município do estado de Jalisco, no México.
Em 2005, o município possuía um total de 10.226 habitantes.